# Захаров, Алексей Иванович (старший сержант)
Алексе́й Ива́нович Заха́ров (1920 — 2000) — старший сержант Советской Армии, участник Великой Отечественной войны, Герой Советского Союза (1945).

## Биография
Родился 29 марта 1920 года в селе Слизнево (ныне — Арзамасский район Нижегородской области). В 1935 году окончил семь классов школы, после чего работал в колхозе. В сентябре 1940 года Захаров был призван на службу в пограничные войска НКВД СССР. С первого дня Великой Отечественной войны — на её фронтах. С 1942 года воевал наводчиком орудия. Участвовал в Курской битве, битве за Днепр, освобождении Украинской ССР и Польши. К январю 1945 года старший сержант Алексей Захаров был наводчиком орудия 1-й батареи 168-го отдельного истребительно-противотанкового дивизиона 181-й стрелковой дивизии 6-й армии 1-го Украинского фронта. Отличился во время боёв на Сандомирском плацдарме.
Во время боёв на Сандомирском плацдарме А. Захаров, выкатив своё орудие на открытую позицию, уничтожил 3 дзота, 1 орудие, несколько десятков немецких солдат и офицеров. 21 января 1945 года во время очередной контратаки Захаров получил тяжёлое ранение, но продолжал сражаться.
Указом Президиума Верховного Совета СССР от 27 июня 1945 года за «образцовое выполнение боевых заданий командования на фронте борьбы с немецкими захватчиками и проявленные при этом мужество и героизм» старший сержант Алексей Захаров был удостоен звания Героя Советского Союза с вручением ордена Ленина и медали «Золотая Звезда» за номером 9110.
В 1946 году был демобилизован. Проживал в селе Вад Вадского района Нижегородской области, работал инженером ПО «Горьковколхозстрой». Скончался 11 декабря 2000 года.
Был также награждён орденами Красного Знамени, Отечественной войны 1-й степени, двумя орденами Красной Звезды, орденом Славы 3-й степени, рядом медалей.